# Naseobina Hrvaćani
Naseobina Hrvaćani (cyr. Насеобина Хрваћани) – wieś w Bośni i Hercegowinie, w Republice Serbskiej, w gminie Prnjavor. W 2013 roku liczyła 73 mieszkańców.